# بامارنی
بامارنی  (به انگلیسی: Bamarni) شهرکی در شمال دهوک در کردستان عراق می‌باشد. در بامارنی یک فرودگاه کوچک وجود دارد.